# Discodiaspis gallamformans
Discodiaspis gallamformans är en insektsart som beskrevs av Ben-dov 1974. Discodiaspis gallamformans ingår i släktet Discodiaspis och familjen pansarsköldlöss. Inga underarter finns listade i Catalogue of Life.